# 新波克羅夫斯卡亞區
45°05′17″N 40°42′24″E / 45.08806°N 40.70667°E
新波克羅夫斯卡亞區（俄语：Новопокровский район），是俄羅斯的一個區，位於該國西南部，由克拉斯諾達爾邊疆區負責管轄，面積2,156平方公里，2010年人口44,116，人口密度每平方公里20.46人。